# Владас Гарастас
Владас Гарастас (лит. Vladas Garastas; нар. 8 лютого 1932, Линкува) — колишній радянський і литовський професійний баскетбольний тренер, та колишній президент Литовської федерації баскетболу (1991—2011).

## Життєпис
Одинадцять років (1979—1989) працював як головний тренер команди «Жальгіріс» (Каунас). Гарастас був головним тренером чоловічої збірної Литви з баскетболу на Олімпійських іграх 1992 та 1996 років, де команда двічі здобула бронзові медалі.